# Maike Daniels
Maike Daniels (* 29. Mai 1985 in Bottrop) ist eine ehemalige deutsche Handballspielerin und heutige Handballtrainerin.

## Spielerin
Die 1,75 Meter große Rückraumspielerin spielte von 1993 bis 1998 bei der TSG Benrath, wechselte 1998 zum Neusser HV und von hier 2002 erstmals zum HC Leipzig, anschließend spielte sie von 2005 bis 2007 bei SV Union Halle-Neustadt. Ab 2007 stand Daniels erneut beim HC Leipzig unter Vertrag. Im Sommer 2011 wechselte sie zu Frisch Auf Göppingen. Im Sommer 2015 schloss sie sich dem Zweitligisten Neckarsulmer Sport-Union an. Mit Neckarsulm stieg sie 2016 in die erste Bundesliga auf. Nach der Saison 2018/19 beendete Daniels ihre Karriere.

## Trainerin
Anschließend war sie als Co-Trainerin des ersten Teams der Neckarsulmer Sport-Union, als Trainerin des zweiten Teams der NSU sowie als Trainerin bei der JSG Neckar Kocher tätig. Nachdem Pascal Morgant im Januar 2020 von seinen Aufgaben entbunden wurde, übernahm sie interimsweise das Traineramt des Bundesligateams. Ab dem Sommer 2020 übte sie wieder das Amt als Co-Trainerin aus. Im Sommer 2021 übernahm sie den Drittligisten HC Rödertal. Unter ihrer Leitung stieg Rödertal 2022 verlustpunktfrei in die 2. Bundesliga auf. 2024 sowie 2025 errang sie mit ihrem Team die Vizemeisterschaft.
Im Dezember 2021 wurde sie in den Trainerstab des Deutschen Handballbunds als Assistentin von U17/18w-Bundestrainer Gino Smits aufgenommen; sie trat damit die Nachfolge von Sybille Gruner an. 2023 sicherte sich das Team die Bronzemedaille bei der Europameisterschaft.

## Erfolge
Zu ihren Erfolgen als Spielerin zählen die Deutsche Meisterschaft der A-Jugend 2003 sowie die Deutsche Meisterschaft 2009 und 2010, der Pokalsieg 2008 und der Gewinn des DHB-Supercups 2008. Mit Leipzig spielte sie auch im EHF-Pokal und der EHF Champions League.

## Privates
Maike Daniels war Studentin der Germanistik, Journalistik und Religionswissenschaft.